# Mosdós
Mosdós là một thị trấn thuộc hạt Somogy, Hungary. Thị trấn này có diện tích 16,95 km², dân số năm 2010 là 1012 người, mật độ 60 người/km².